# Malay (Saône-et-Loire)
Malay ist eine französische Gemeinde mit 216 Einwohnern (Stand 1. Januar 2022) im Département Saône-et-Loire in der Region Bourgogne-Franche-Comté. Sie liegt an der Grosne, einem Nebenfluss der Saône, zwischen Cluny und Chalon-sur-Saône.

## Geografie
Das 12,14 km² große Gemeindegebiet wird landwirtschaftlich intensiv genutzt, der Waldanteil beträgt nur 5 % der Gesamtfläche. Die Gemeinde besteht aus den Ortsteilen Cortemblain, Malay, Ougy und Seugne.
Nachbargemeinden von Malay sind: Sercy im Norden, Bresse-sur-Grosne im Nordosten, Bissy-sous-Uxelles und Chapaize im Osten, Cormatin im Süden, Cortevaix im Südwesten sowie Bonnay im Westen.

## Bevölkerungsentwicklung
| 1962 | 1968 | 1975 | 1982 | 1990 | 1999 | 2006 |
| 201  | 225  | 214  | 219  | 200  | 214  | 248  |

## Sehenswürdigkeiten
- Die Kirche Notre Dame in Malay wurde erstmals 1095 erwähnt. Im Jahr 1160 war sie eines der Dekanate von Cluny. Hauptpfarrkirche wurde sie nach der Zusammenlegung mit den Nachbarorten Seugny und Ougy. Die derzeitige Kirche mit drei Schiffen und Querschiffen ist ein romanisches Bauwerk, welches in zwei großen Etappen erbaut wurde. Danach folgte der Bau des oberen Kirchturms. Im ersten Abschnitt schuf man den Chor, das Querschiff, die Apsis und die Radialkapellen im 11. Jahrhundert unter Abt Saint Hughes. Mitte des 12. Jahrhunderts wurden die drei Schiffe erbaut. Das Dekanat wird genauso wie das benachbarte Saint-Hippolyte zur Festung, wovon heute noch die Fluchtpforte aus dem 13. Jahrhundert zeugt. Der Westeingang wurde zugemauert und das Fenster im 15. Jahrhundert an der Fassade durchgebrochen. Im 19. Jahrhundert baute man Sakristei und Turmtreppe. In diesem Zusammenhang wurden auch die Seitentüren erneuert. Sein Steindach erhielt der abgebrannte Kirchturm 1931.
- romanische Kirche im Ortsteil Ougy aus dem 12. Jahrhundert

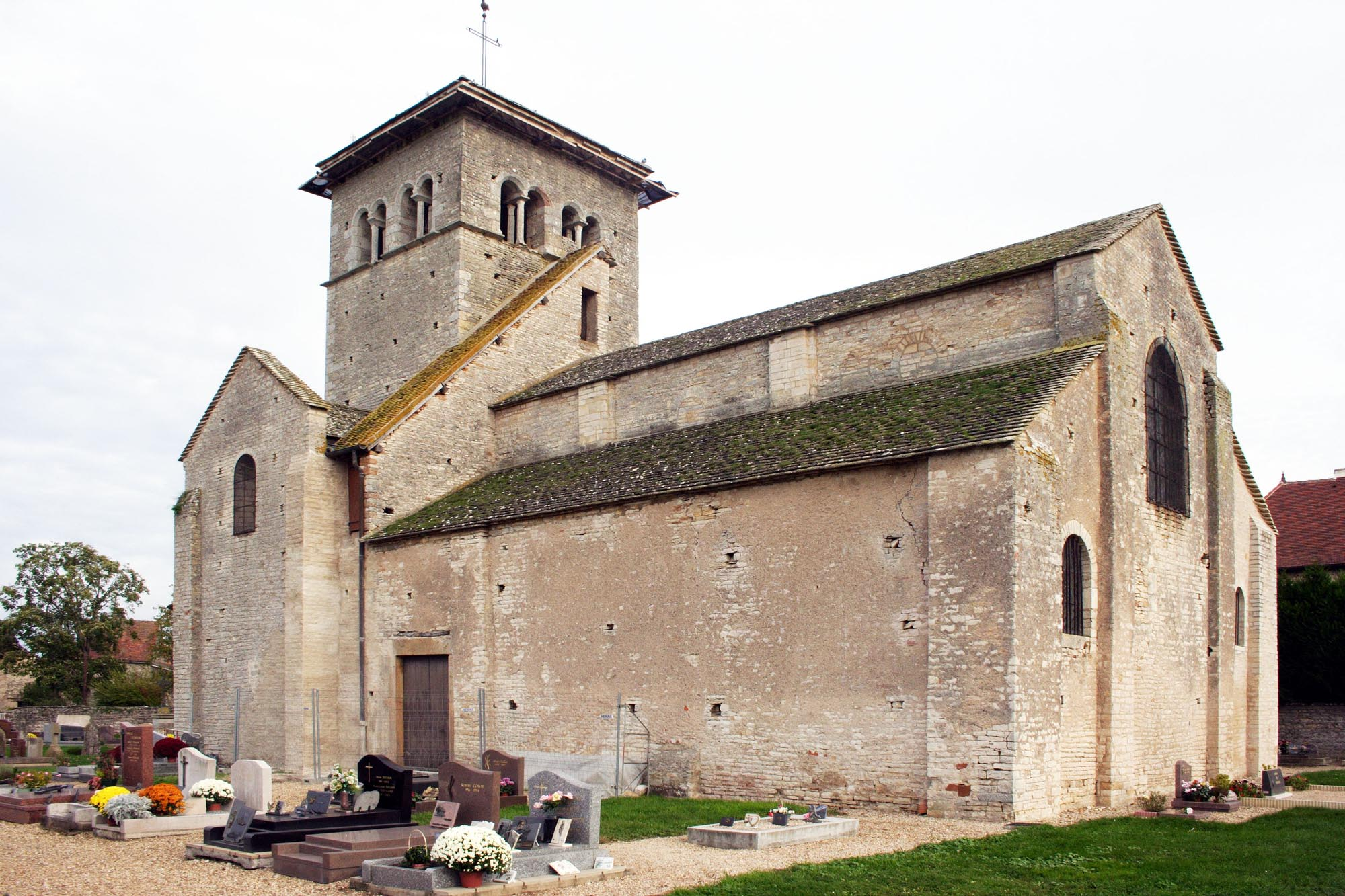
Kirche in Malay
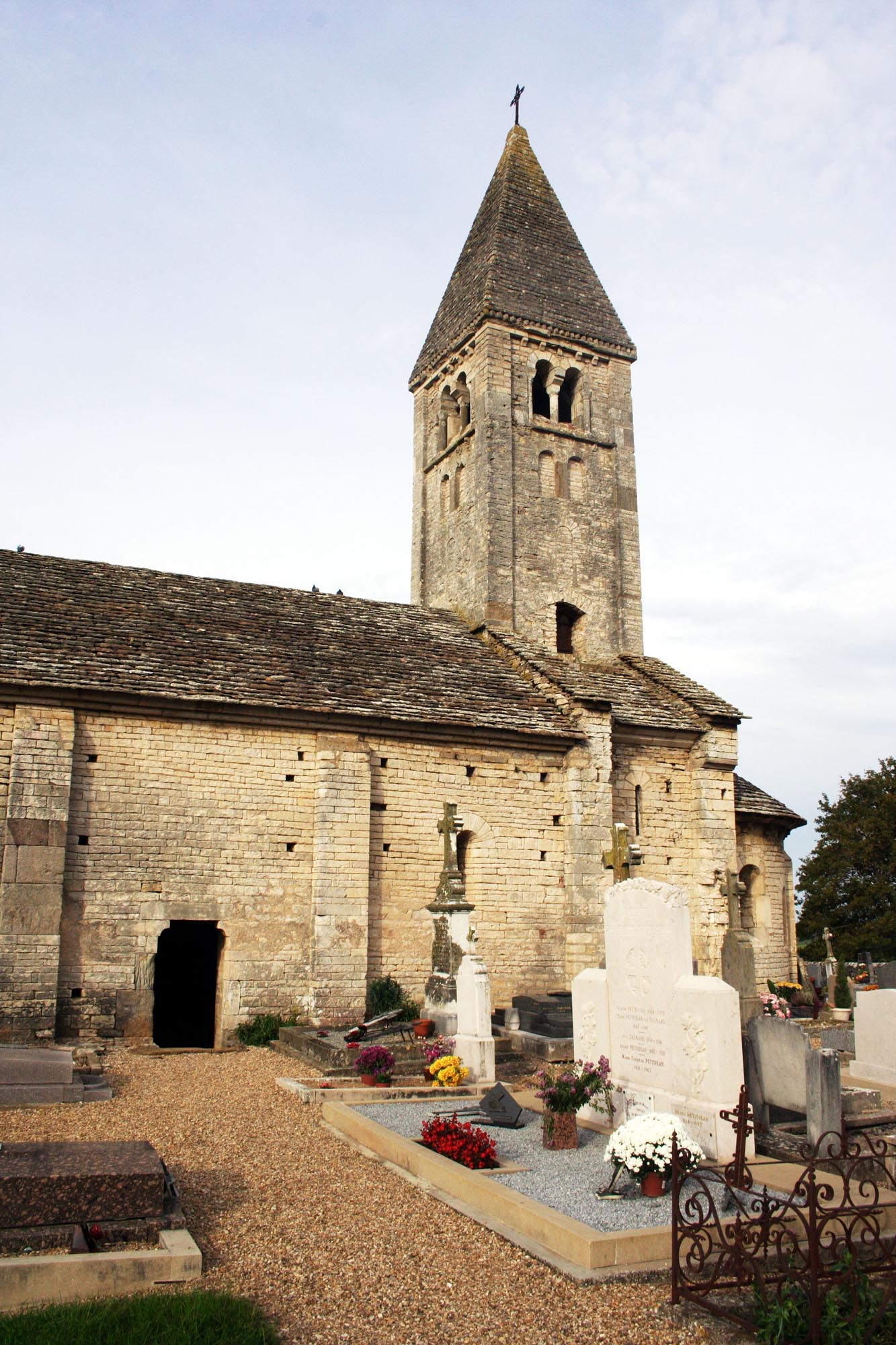
Kirche in Ougy

## Persönlichkeiten
- Victor Amédée de La Fage (* 1738), politischer Agitator und Revolutionär